# Milan Lukeš
Milan Lukeš (14. prosince 1933 Praha – 22. září 2007 Praha) byl český historik, překladatel a politik.

## Život
Absolvoval katedru divadelní vědy a dramaturgie na AMU v roce 1955. Byl profesorem Filosofické fakulty Univerzity Karlovy, vedoucím oddělení divadelní a filmové vědy, proděkanem pro ideologickou práci, předsedou organizace KSČ – historiků.
Překládal zejména anglickou a americkou dramatickou tvorbu. Byl autorem řady esejů a knih o Williamu Shakespearovi, alžbětinském divadle či o teorii dramatu. Působil jako redaktor časopisu Svět a divadlo.
V letech 1985 až 1989 vedl činohru Národního divadla v Praze.
Po roce 1989 byl ministrem kultury (od 5. prosince 1989 do 29. června 1990) za KSČ, poslancem ČNR a místopředsedou české vlády.

### Práce o dramatu a divadle
- 1962 – The Costume on the Stage (též německy a francouzsky)
- 1979 – Eugene O’Neill (monografie)
- 1985 – Základy shakespearovské dramaturgie (studie)
- 1987 – Umění dramatu (studie)
- 2004 – Mezi karnevalem a snem (soubor studií „Shakespearovské souvislosti I“)
- 2010 – Shakespeare a okolí (soubor studií „Shakespearovské souvislosti II“)

### Dramatizace a úpravy
- 1986 – M. Wanderová: Dobré jitro, krásko
- 1997 – T. Williams: Sestup Orfeův
- 2000 – W. Shakespeare: Richard III. (s J. Špalkem)

### Překlady
- 1957 – N. R. Nash: Obchodník s deštěm
- 1958 – R. Lawler: Léto sedmnácté panenky
- 1959 – Ch. Dickens – G. Almar: Oliver Twist
- 1960 – A. Miller: Hrdelní pře (Čarodějky ze Salemu)
- 1962 – W. Kerr: Jak nepsat hru
- 1963 – G. B. Shaw: Člověk nikdy neví
- 1964 – E. Albee: Pískoviště
- 1965 – E. O’Neill: Anna Christie
- 1965 – H. Pinter: Správce
- 1966 – G. B. Shaw: Pygmalion
- 1967 – H. Pinter: Narozeniny
- 1967 – H. Pinter: Návrat domů
- 1968 – H. Pinter: Celou noc venku
- 1971 – R. Linney: Strasti Bedřicha Velikého
- 1974 – W. Shakespeare: Antonius a Kleopatra
- 1974 – W. Shakespeare: Hamlet
- 1974 – J. M. Barrie: Záleží na okolnostech
- 1975 – W. Hanley: Šeptej mi do správného ucha
- 1975 – N. McTerence: Botticelli, Další
- 1975 – E. O’Neill: Touha pod jilmy
- 1976 – W. Shakespeare: Král Lear
- 1976 – P. Turrini: Nejbláznivější den
- 1978 – Ch. Marlowe: Maltský žid
- 1979 – H. Pinter: Pařník
- 1979 – G. B. Shaw: Svatá Jana
- 1979 – W. Shakespeare: Tragický příběh Hamleta, dánského prince (tzv. malý Hamlet)
- 1979 – W. Shakespeare: Macbeth
- 1980 – T. Williams: Skleněný zvěřinec
- 1980 – J. Osborne: Komik
- 1980 – T. Heywood: Žena zabitá dobrotou
- 1981 – O. Wilde: Vějíř lady Wiermerové
- 1983 – W. Shakespeare: Tragédie krále Richarda Druhého
- 1986 – T. Wilder: Dohazovačka
- 1987 – W. Shakespeare: První díl Krále Jindřicha Čtvrtého
- 1987 – W. Shakespeare: Druhý díl Krále Jindřicha Čtvrtého
- 1999 – O. G. Brockett: Dějiny divadla
- 1999 – M. Norman: Zamilovaný Shakespeare. Fakta, fikce, film
- 2006 – E. G. Craig: O divadelním umění
- 2007 – A. Aronson: Pohled do propasti